# Xã Bradford, Quận Chickasaw, Iowa
Xã Bradford (tiếng Anh: Bradford Township) là một xã thuộc quận Chickasaw, tiểu bang Iowa, Hoa Kỳ. Năm 2010, dân số của xã này là 2.167 người.